# King's Quest I: Quest for the Crown
King's Quest: Quest for the Crown (ook gekend als King's Quest) is het allereerste grafische avonturenspel dat animatie bevat. Het spel kwam uit in 1983 voor IBM PCjr onder de naam King's Quest. Het verhaal en ontwerp komt van Roberta Williams. Het spel werd uitgebracht door Sierra Entertainment.
De subtitel Quest for the Crown werd pas toegevoegd toen het spel in 1987 werd heruitgebracht. Deze subtitel wordt echter in het spel zelf nergens vermeld. Enkel op de doos waarin het spel zat, stond King's Quest 1: Quest for the Crown.

## Verhaal

### King's Quest
In de originele versie uit 1983 is het verhaal eenvoudig. Het koninkrijk Daventry heeft te kampen met rampen. Het zijn er moeilijke tijden om te leven. Koning Edward roept zijn koenste ridder bij hem: Sir Grahame. Grahame dient op zoek te gaan naar drie legendarische schatten welke de problemen zullen oplossen. Indien hij slaagt, zal hij koning worden.
In latere spellen en heruitgaves werd de naam Grahame aangepast naar Graham.

### King's Quest I: Quest for the Crown
Toen het spel in 1984 werd uitgebracht voor IBM PC en Apple II werd het achterliggend verhaal uitgebreid.
Het koninkrijk Daventry heeft zware problemen nadat drie magische voorwerpen werden verwijderd uit het kasteel.
In een magische spiegel die de toekomst voorspelt, zagen de koning en zijn vrouw ooit een visioen over een jonge man die koning wordt. Ze gingen er verkeerdelijk van uit dat deze man hun toekomstige zoon is. Omdat ze zich door de spiegel bedrogen voelden, schonken ze deze aan een tovenaar.
Jaren later, wanneer de koningin ziek is, komt een dwerg met de belofte dat de wortels van een bepaalde plant haar zullen redden. De dwerg wil de plant gaan zoeken, maar heeft daarvoor 'het beschermende schild van Daventry' nodig. De koning gaat akkoord, maar de dwerg loog en keert niet meer terug. De gezondheidstoestand van de koningin gaat achteruit en ze sterft uiteindelijk.
De koning gaat op zoek naar een nieuwe vrouw. Hij redt de mooie prinses Dahlia uit Cumberland en trouwt met haar. Zij blijkt echter een lelijke heks te zijn en gaat er na het huwelijk met de 'de onuitputtelijke gouden schatkist' van Daventry vandoor.
Het kasteel en het land Daventry geraken in verval. Koning Edward roept zijn koenste ridder tot zich: Sir Graham. Graham moet op zoek gaan naar de drie verloren voorwerpen. Omdat de koning geen navolging heeft, zal Graham zijn opvolger worden indien hij slaagt in de queeste.

## Personages
| Personage       | Omschrijving |
| --------------- | --- |
| Graham          | De koenste ridder van Daventry. In het originele spel op PCjr noemde dit personage nog Grahame. |
| Edward          | Een oude, wijze koning die via listen de drie magische voorwerpen van Daventry verliest. Hij roept de hulp in van Graham om deze voorwerpen terug te vinden. |
| Trol            | Een vijandig wezen dat een brug bewaakt. |
| Tovenaar        | De tovenaar is lid van de 'Mystics'. Hij kreeg van de koning een magische spiegel die de toekomst voorspelt. Deze spiegel behoort tot de voorwerpen die Graham moet zoeken. De tovenaar bezit krachten en kan Graham tijdelijk doen verstijven.                                                                |
| Dahlia          | Ze lijkt een mooie vrouw te zijn. De koning trouwt met haar nadat zijn eerste vrouw sterft. Na het huwelijk blijkt ze een lelijke heks te zijn die aan kannibalisme doet. De heks vertrekt en neemt de 'onuitputtelijke gouden schatkist' van Daventry mee. Dit is het tweede voorwerp dat Graham moet zoeken. |
| Elf             | Hij woont aan het meer en geeft Graham een magische ring waarmee men zich onzichtbaar kan maken. |
| Fairy Godmother | Zij spreekt een spreuk over Graham uit waardoor hij wordt beschermd tegen bepaalde vijanden. |
| Gnoom           | Hij leeft op een eiland en maakt van hooi goud. |
| Oger            | Een grote, struise vijand die in het woud leeft. Als Graham te dicht in zijn buurt komt, wordt hij door de Oger verpletterd. |
| Dwerg           | De dwerg is een dief. Via een list kwam hij in bezit van 'het beschermende schild van Daventry'. Dit is het derde item dat Graham dient te zoeken. |
| Reus            | De reus blijkt ondertussen in bezit te zijn van de 'onuitputtelijke gouden schatkist. |
| Draak           | De draak beschermt de magische spiegel. Graham dient de draak ofwel te doden ofwel ervoor te zorgen dat het beest geen vuur meer kan spuwen. |
| Rat             | De rat leeft in een doolhof in een ondergrondse grot. Dankzij de rat vindt Graham een uitweg. |
| Leprechaunen    | Zij leven in een ondergronds koninkrijk en zijn momenteel in bezit van 'het beschermende schild van Daventry'. |
| Houthakkers     | De arme houthakkers wonen in een blokhut. Ze sterven bijna van honger. Graham bezorgt hen eten. |
| Andescondor     | Dankzij de condor kan Graham naar andere locaties vliegen. |
| Maylie          | De koningin van Daventry. Ze sterft nog voordat het spel start en wordt enkel in de vernieuwde handleiding vermeld. |

## Spelbesturing
King's Quest is het eerste grafische avonturenspel met interactieve fictie. Oorspronkelijk toonden avonturenspellen enkel tekst op het scherm. De speler diende via het toetsenbord commando's in te geven. Later werden de avonturenspellen uitgebreid met statische tekeningen. Pas met King's Quest werd het concept van animatie toegevoegd en kon de speler het hoofdpersonage daadwerkelijk besturen en acties laten uitvoeren. Commando's dienden nog wel manueel ingegeven te worden via het toetsenbord.
Verder was King's Quest ook een van de eerste spellen dat op PC, PCjr en Tandy 1000 een 16 kleurenpalet gebruikte. Computers met een CGA-kaart konden ook 16 kleuren tonen op voorwaarde men een kleurenmonitor of televisie gebruikte met behulp van een composietvideokabel. Indien men enkel RGB gebruikte, toonde het spel 4 kleuren.
Het spel gebruikte vectorafbeelding omdat voorgerendeerde bitmaps te veel plaats innemen op diskettes. Bij een vectorafbeelding wordt elk scherm realtime opgebouwd en ingekleurd. Pas vanaf King's Quest V wordt gebruikgemaakt van bitmaps.

## Ontwikkeling
King's Quest werd uitgebracht in 1983 ter promotie van de nieuwe IBM PCjr. Het was het eerste spel dat werd gemaakt met AGI
, Sierra's interne ontwikkeltool.

### AGI
King's Quest was een ambitieus, risocovol en duur project voor zijn tijd. De meeste computerspellen werden door één programmeur geschreven in assembly over een periode van enkele weken. Wanneer men besliste om het spel uit te brengen voor een ander soort van computer, diende men het spel opnieuw te herschrijven in de assembly van dat computermodel.
Bij King's Quest waren er 6 voltijdse programmeurs die 18 maanden nodig hadden om het spel te maken. Geschat wordt dat de ontwikkeling van het spel 700.000 Amerikaanse dollar bedroeg. Net omdat het spel animatie bevatte, was het zo goed als onmogelijk om enkel gebruik te maken van assembly. Vandaar dat Sierra een interne script engine maakte: AGI, Adventure Game Interpreter. Een bijkomend voordeel van AGI was dat men het spel nu eenvoudig kon porten naar andere systemen.
Omdat de IBM PCjr flopte, viel de verkoop van King's Quest tegen. Dankzij de AGI-interface kon Sierra het spel op zeer korte termijn ook uitbrengen voor Tandy 1000, IBM PC en Apple II. Dit werd wel een groot succes. In 1987 werd het spel herontwikkeld met de AGI V3 enginge en opnieuw uitgebracht voor DOS, waarbij gebruik werd gemaakt van bootdiskettes. Tezelfdertijd verscheen het spel voor het eerst op Amiga, Atari ST en daarna op Sega Master System. De AGI V3-engine was sterk verbeterd. Deze engine maakte geen gebruik meer van een tekstparser, maar wel van point and click.
De nieuwe bootversie van DOS mist enkele geluidseffecten. Ook werd met de AGI V3-engine gebruikgemaakt van off-screen buffering. Met AGI V1 zag de gebruiker hoe het scherm werd opgebouwd en werden objecten een voor een opgebouwd en ingekleurd. Hierdoor zag de speler al voorwerpen die uiteindelijk verborgen kwamen te liggen. Ter illustratie: als achter een boom bijvoorbeeld een hark verborgen ligt, dan zag de speler in AGI V1 hoe de hark werd opgebouwd en hoe er vervolgens een boom voor de hark werd getekend. De speler wist dus dat er een hark achter de boom lag. In AGI V3 wordt eerst het ganse speelveld in het geheugen van de computer getekend en pas dan getoond. De speler weet dus niet meer dat er achter die boom een hark ligt.
Verrassend genoeg kwam King's Quest niet uit op Commodore 64, terwijl dit een van de meest gebruikte computers was. Volgens Roberta Williams was dit een bewuste keuze omdat de resolutie van de Commodore te beperkt was en men niet tot het gewenste detail kon gaan. Verder had de commodore slechts 64 kilobyte aan geheugen wat te weinig zou zijn om de AGI-engine te kunnen gebruiken.

## Versies
- 1983: Originele versie voor IBM PCjr met een toetsenbordsjabloon.
- 1984: Heruitgave voor IBM PCjr met een aangepast toetsenbordsjabloon.
- 1984: Versie voor Tandy 1000.
- 1984: Versie voor IBM PC.
- 1984: Versie voor Apple II-modellen met 128 kb RAM.
- 1984: Versie voor Amiga en Atari ST
- 1987: Heruitgave voor IBM PC en compatibelen op bootdiskettes. Het spel ondersteunt Enhanced Graphics Adapter en Hercules Graphics Card. Het spel werd hernoemd naar King's Quest: Quest for the Crown.
- 1989: Versie voor Sega Master System.
- 1990: Heruitgave voor diverse systemen, maar gemaakt met Sierra's interne ontwikkeltool SCI

## Remake 1990
King's Quest I: Quest for the Crown werd in 1990 opnieuw geprogrammeerd, ditmaal met SCI-ontwikkeltool. Deze interpreter werd ook gebruikt voor onder andere King's Quest IV. Hoewel de heruitgave nog steeds 16 kleuren had, werd de resolutie van de tekeningen verdubbeld en werd support toegevoegd voor geluidskaarten zoals AdLib en Sound Blaster.
Het spelverloop is geen exacte kopie van het originele. Het verhaal werd sterk uitgebreid en er werden cutscenes toegevoegd. In tegenstelling tot het originele spel, moet de speler nu eerst op zoek gaan naar de 'onuitputtelijke gouden schatkist' en de 'magische spiegel van de toekomst'. Pas dan kan hij op zoek gaan naar 'het beschermdende schild van Daventry'. Veel personages kregen een beduidend grotere rol en tekst en ook nieuwe personages werden geïntroduceerd. Sommige puzzels kregen een alternatieve oplossing of werden verwijderd. De locatie van sommige voorwerpen werd ook aangepast. Zo vindt de speler in het originele spel de keien aan de rivier. In de remake liggen deze aan het meer. Andere locaties werden gerestyled: zo hebben de bergen geen trappen meer, maar wel een opgaande weg. Ook de soundtrack werd gedeeltelijk aangepast.
De remake werd echter slecht onthaald door critici en werd vergeleken met het inkleuren van klassieke zwart-witfilms. Omwille van deze redenen werden de andere spellen uit de reeks niet heruitgebracht.

### Sega Master System port
De versie voor Sega Master System verscheen in 1989 en gebruikt zijn eigen game-engine. Het spel kwam rechtstreeks uit als point and click aangezien deze spelconsole standaard geen toestenbord heeft om de commando's in te typen. Het spel werd gedistribueerd door Parker Brothers. Verder wijkt ook dit spel af van het originele uit 1984: er zijn extra plaatsen waar de speler kan sterven, savegames zijn beveiligd met een wachtwoord, ... Wel kan men in dit spel de drie schatten in een willekeurige volgorde zoeken.

## Fan-remake
In 2001 bracht AGD Interactive een officieuze remake uit van het spel uit 1990. De resolutie werd opgedreven naar VGA en er werd gebruikgemaakt van een 256-kleurenpalet. Ook de tekstinterpreter werd vervangen door een interface zoals gebruikt in King's Quest V. Verder kwam het spel uit op cd-rom en werd het volledig ingesproken. De stem van King Graham werd ingesproken door Josh Mandel die ook door Sierra werd ingehuurd om Graham in te spreken voor King's Quest V en King's Quest VI.